# Teyendorf
Teyendorf ist ein Ortsteil der Gemeinde Rosche im niedersächsischen Landkreis Uelzen.

## Geografie und Verkehrsanbindung
Teyendorf liegt südöstlich des Kernortes Rosche an der Kreisstraße K 16. Nördlich verläuft die B 493 und südlich die B 71. Westlich vom Ort fließt die Wipperau, ein rechter Nebenfluss der Ilmenau.

## Sehenswürdigkeiten
Als Baudenkmal ist die Gutsanlage mit Teich und Erbbegräbnis (Teyendorf Nr. 5) ausgewiesen (siehe Liste der Baudenkmale in Rosche#Teyendorf).

## Personen

### Söhne und Töchter des Ortes
- Otto Ernst Oskar Schultz (1882–1951), Politiker (MDB = Mecklenburgischer Dorfbund) und Gutsbesitzer, von 1921 bis 1922 Minister für Landwirtschaft, Domänen und Forsten im Staatsministerium von Mecklenburg-Schwerin